# Cambridge University Ice Hockey Club
Cambridge University Ice Hockey Club, též znám pod názvem Cambridge University Blues, je anglický univerzitní klub ledního hokeje, který sídlí ve městě Cambridge v nemetropolitním hrabství Cambridgeshire. Od sezóny 2004/05 působí v British Universities Ice Hockey Association, nejvyšší univerzitní soutěži ledního hokeje ve Spojeném království. Klubové barvy jsou světle modrá a bílá.
Za tradiční rok založení je považován letopočet 1885. V tomto roce došlo ve Svatém Mořici k přátelskému utkání Cambridge s týmem Oxfordské univerzity. Tento zápas je mimo jiné Hokejovou síní slávy a Mezinárodní federací ledního hokeje považován za vůbec první odehraný zápas ledního hokeje na území evropského kontinentu. V roce 1900 došlo k dalšímu společnému měření sil, tentokráte na londýnským Princes Skating Club. Zde byl také poprvé použit termín Ice Hockey Varsity Match. V roce 2017 byl odehrán již 99. ročník Varsity Matche.
Své domácí zápasy odehrává v Peterborough na tamějším Peterborough Ice Rink s kapacitou 1 500 diváků.

## Přehled ligové účasti
Zdroj:
- 1930–1936: English League (1. ligová úroveň v Anglii)
- 1938–1948: London and Provincial League (2. ligová úroveň v Anglii)
- 1948–1955: Southern Intermediate League (2. ligová úroveň v Anglii)
- 1976–1978: Southern League, Southern Section (1. ligová úroveň v Anglii)
- 1979–1982: Inter-City League (1. ligová úroveň v Anglii)
- 2004– : British Universities Ice Hockey Association (univerzitní soutěž ve Spojeném království)

## Účast v mezinárodních pohárech
Zdroj:
Legenda: SP – Spenglerův pohár, EHP – Evropský hokejový pohár, EHL – Evropská hokejová liga, SSix – Super six, IIHFSup – IIHF Superpohár, VC – Victoria Cup, HLMI – Hokejová liga mistrů IIHF, ET – European Trophy, HLM – Hokejová liga mistrů, KP – Kontinentální pohár
- SP 1926 – Základní skupina (3. místo)
- SP 1927 – Základní skupina (4. místo)
- SP 1928 – Finále
- SP 1929 – Zápas o 3. místo
- SP 1930 – Základní skupina B (2. místo)
- SP 1931 – Základní skupina (8. místo)
- SP 1932 – Základní skupina A (3. místo)
- SP 1933 – Základní skupina B (3. místo)
- SP 1934 – Základní skupina A (3. místo)
- SP 1935 – Základní skupina A (3. místo)
- SP 1936 – Základní skupina A (3. místo)
- SP 1937 – Základní skupina A (3. místo)